# Bokros koronafürt
A bokros koronafürt (Hippocrepis emerus) a pillangósvirágúak családjába tartozó, főleg dél-európai elterjedésű, Magyarországon védett cserje.

## Megjelenése

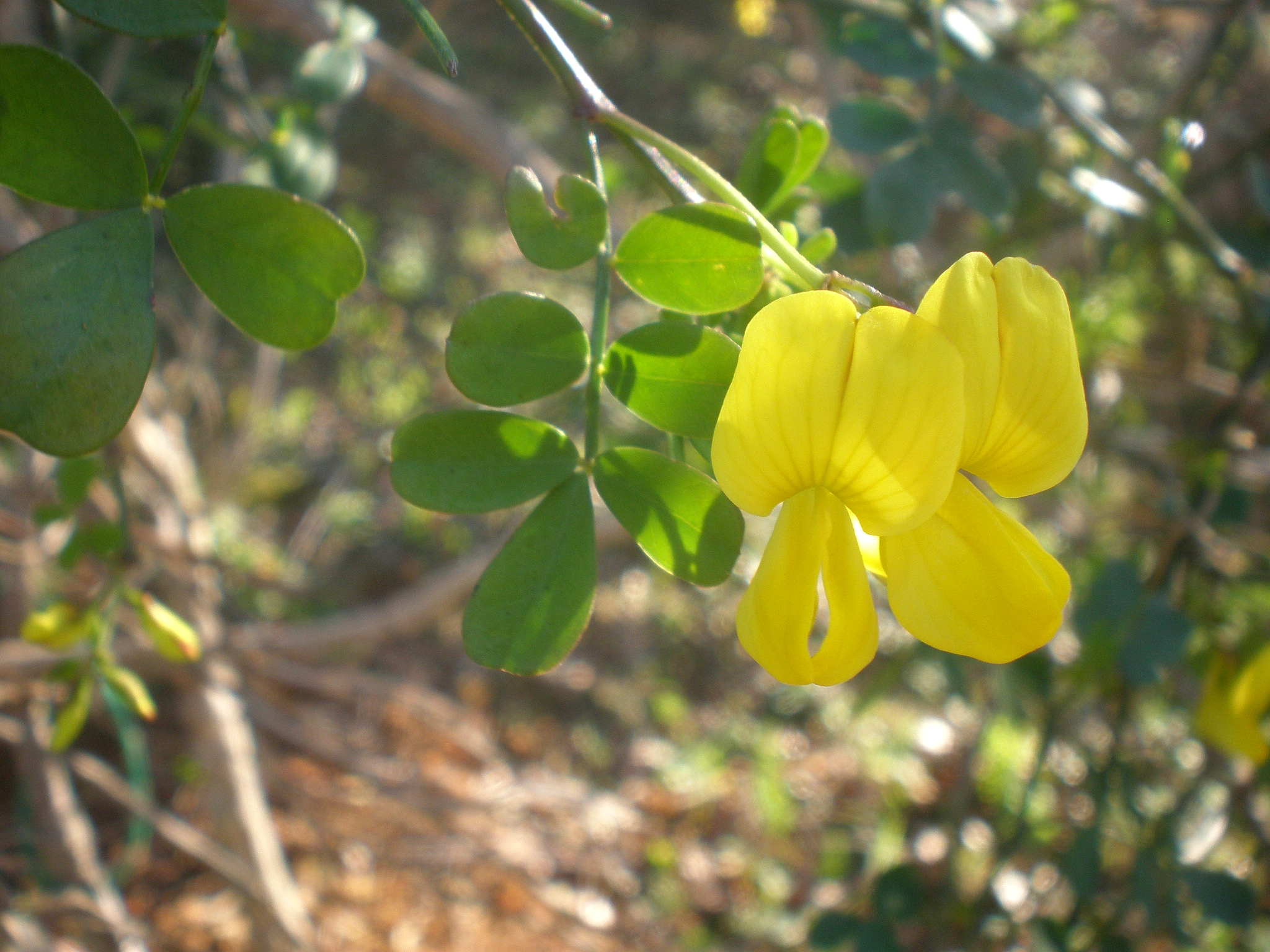
Virága

A bokros koronafürt 1-1,5 (-2) m magas, sűrűn elágazó, lombhullató cserje. A vadrágás miatt sokszor nem nő 20–30 cm-nél magasabbra, pedig kedvező körülmények között (mint a budapesti Füvészkertben) a 2 métert is elérheti. Vékony, szívós hajtásai szögletes vagy bordás keresztmetszetűek, kérgük fiatalon zöld, később szürkés. Frissen kihajtva szára finoman szőrös, majd lekopaszodik.
3–6 cm hosszú levelei páratlanul szárnyaltak, 5-9 (ritkán 11-15) db 1–2 cm-es, fordított tojásdad vagy hosszúkás szív alakú levélkéből állnak, melyek csúcsa kissé kicsípett vagy lekerekített. Felső része sötétzöld, kopasz; fonáka szürkészöld és rásimulóan szőrös.
Április-májusban virít. Pillangós virágai 2-4 (-12) tagból álló, levélhónalji ernyőket alkotnak. Kocsányuk nem hosszabb, mint a levelek nyele. Csészéjük harang formájú, kétajkú, zöld vagy pirosló. Szirmai fényes aranysárgák. A porzókból 9 porzócsővé nőtt össze, egy szabadon áll.
Termése 5–11 cm hosszú, hengeres vagy gyengén összenyomott, cikkesen befűződő 6-10 tagú hüvely, tagonként egy-egy maggal. A hüvely színe olajzöld, felülete hálózatos, csak késő ősszel nyílik fel (vagy egyáltalán nem). A magok megnyúltak, zöldes- vagy sötétbarnák, esetleg feketék, 3 mm hosszúak.
Két alfaja ismert:
- H. emerus emerus
- H. emerus emeroides: a virágkocsány hosszabb a levélnél, a virágzat 4-8 (inkább 8) tagú, Dél-Olaszországban, Délkelet-Európában él.

## Elterjedése
Európai és nyugat-ázsiai faj, amely délen Tunéziáig, keleten Szíriáig és a Kaukázusig hatol. Elterjedésének súlypontja a Pireneusokra, Dél-Franciaországra, Olaszországra, a Balkánra és Nyugat-Törökországra esik. Elszigetelt állományai északon Dél-Skandináviáig megtalálhatóak. Magyarországon csak a Balaton környékén fordul elő, a Balaton-felvidéken és a Keszthelyi-hegységben viszonylag gyakori, szórványosan megtalálható a Dél-Bakonyban és Sümeg környékén. A tótól délre csak Szántódnál nő. Korábban előfordult a Budai-hegységben, de a 20. században kipusztult.

## Életmódja
Domb- és hegyvidéki erdők lakója, a Mediterráneumban 2000 méterig is felhatol. Magyarországon 200–400 m közötti mész- és melegkedvelő tölgyesek, száraz tölgyesek ligetesebb részein, bokorerdőbe való átmeneteinél vagy sziklakibúvásoknál található meg leginkább. Mészkedvelő, így főleg mészkövön vagy dolomiton, ritkábban bazalton vagy homokkövön fordul elő. Többnyire sekély, sokszor kőtörmelékes talajt jelez. Melegkedvelő, inkább a déli lejtőket részesíti előnyben. Viszonylag fényigényes, a zárt lombkoronájú erdőt inkább kerüli.
Április-májusban (ritkábban június elején) virágzik. Rovarok porozzák be, a termés július-augusztusra érik be. Néha ősszel még egyszer virágzik.

## Természetvédelmi helyzete
A bokros koronafürt nem szerepel a Természetvédelmi Világszövetség Vörös listáján. Magyarországon 1982 óta védett, természetvédelmi értéke 10 000 Ft. A környező országok közül Ausztria Burgenland tartományában veszélyeztetett, Romániában sebezhető, Szerbiában alacsony veszélyeztetettségű a természetvédelmi státusza. Leginkább a túlszaporodott vadállomány jelent számára gondot a cserjék visszarágásával. Visszaszorulását okozhatja a szálerdőket preferáló erdőgazdálkodás terjedése is.

## Taxonómiája
A bokros koronafürtöt Carl von Linné írta le először 1753-ban Coronilla emerus néven. A Hippocrepis (a görög hüpposz=ló és krépisz=cipő szavakból, utalva a típusfaj patkó alakú termésére) nemzetségbe 1989-ben sorolta át a Per Larssen. Az emerus fajnév talán a görög hémerosz=szelíd, enyhe szóból származik.      

Virágzó koronafürt
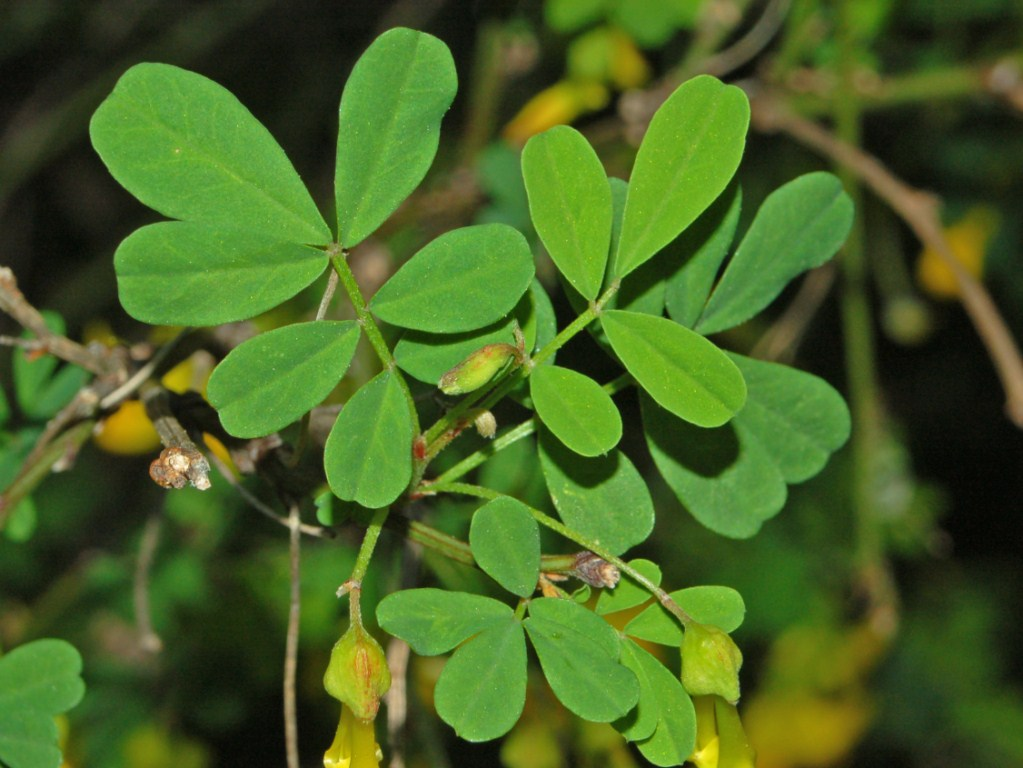
Levelei
Virágai
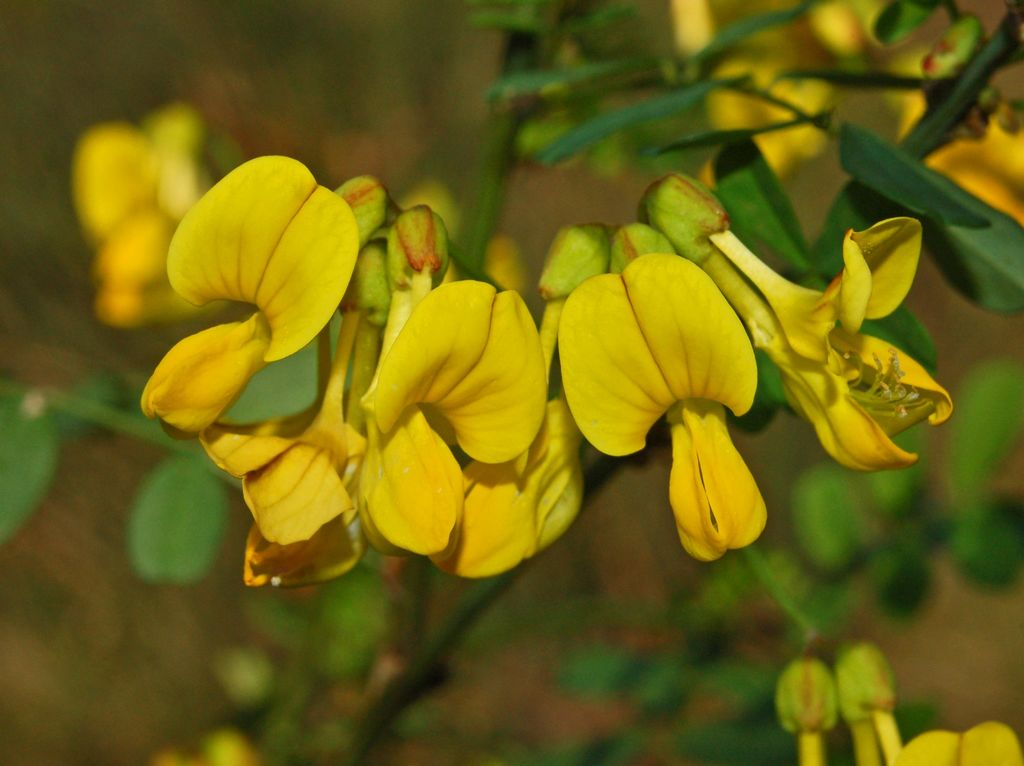
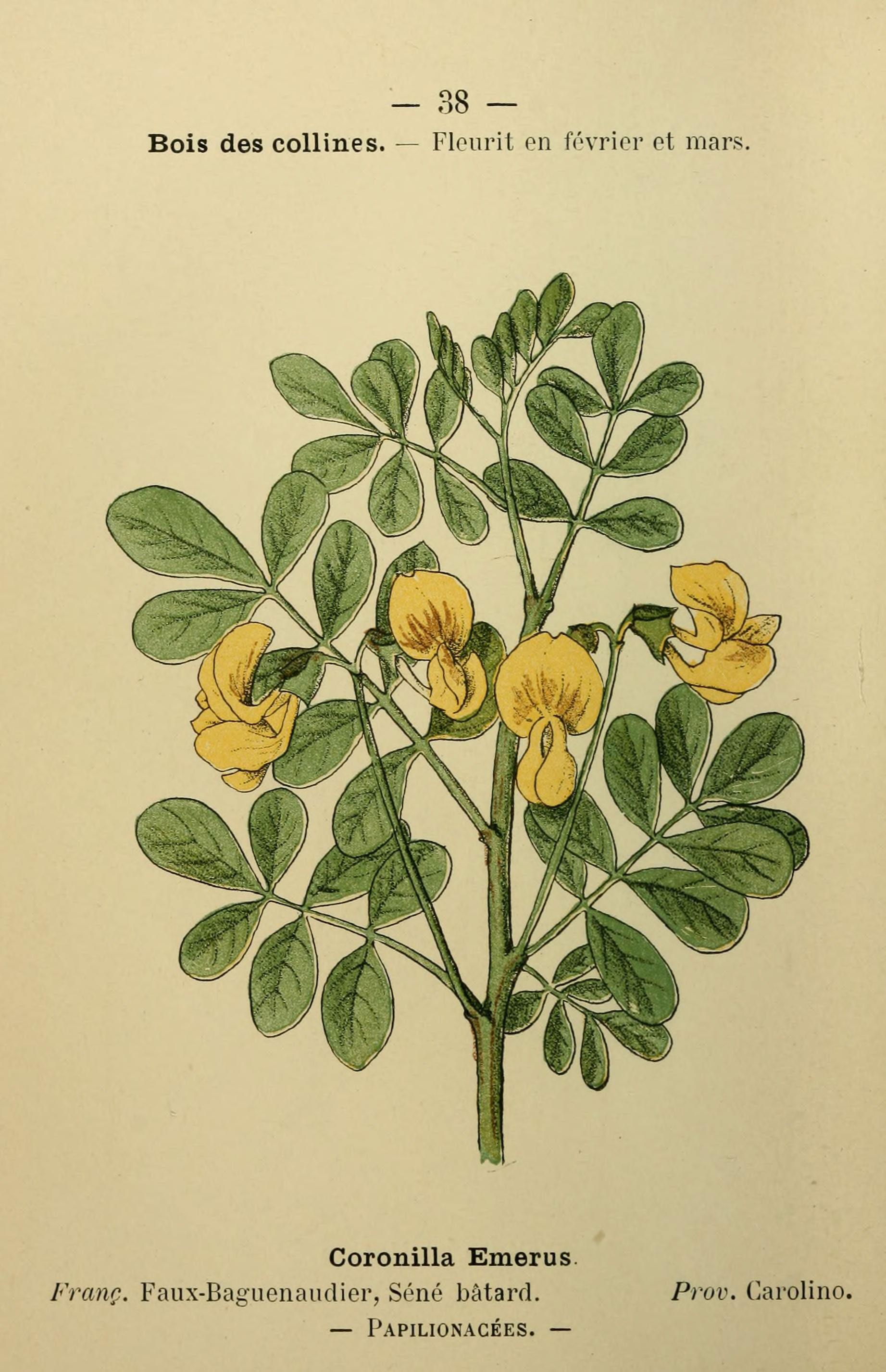
Ábrázolása egy francia botanikakönyvben (1902)